# Australian Open 1989
L'Australian Open 1989 è stata la 77ª edizione dell'Australian Open e prima prova stagionale dello Slam per il 1989. Si è disputato dal 16 al 29 gennaio 1989 sui campi in cemento del Melbourne Park di Melbourne in Australia.

## Risultati

### Singolare maschile
Ivan Lendl ha battuto in finale  Miloslav Mečíř con il punteggio di 6–2, 6–2, 6–2

### Singolare femminile
Steffi Graf ha battuto in finale  Helena Suková con il punteggio di 6–4, 6–4

### Doppio maschile
Jim Pugh /  Rick Leach hanno battuto in finale  Darren Cahill /  Mark Kratzmann con il punteggio di 6–4, 6–4, 6–4

### Doppio femminile
Martina Navrátilová /  Pam Shriver hanno battuto in finale  Patty Fendick /  Jill Hetherington con il punteggio di 3–6, 6–3, 6–2

### Doppio misto
Jana Novotná /  Jim Pugh hanno battuto in finale  Zina Garrison /  Sherwood Stewart con il punteggio di 6–3, 6–4

## Junior

### Singolare ragazzi
Nicklas Kulti ha battuto in finale  Todd Woodbridge con il punteggio di 6–2, 6–0

### Singolare ragazze
Kimberly Kessaris ha battuto in finale  Andrea Farley con il punteggio di 6–1, 6–2

### Doppio ragazzi
Johan Anderson /  Todd Woodbridge hanno battuto in finale  Andrew Kratzmann /  Jamie Morgan con il punteggio di 6–4, 6–2

### Doppio ragazze
Andrea Strnadová /  Eva Švíglerová hanno battuto in finale  Nicole Pratt /  Angie Woolcock con il punteggio di 6–2, 6–0